# カミナリコゾウ
カミナリコゾウは、ダイスケジャクソンによるキャラクター、およびそれをベースとしたテレビ愛知のテレビ番組である。

## キャラクターの設定
主人公であるカミナリコゾウは、「地球のコズミックニンジャ」で「宇宙の平和に必要なエネルギー、3種のアソビゴコロを宇宙に満たす」のが任務とされている。

## テレビ番組
テレビ愛知において、2013年10月5日から2014年9月27日まで、土曜朝9時45分 - 10時のローカル枠で放映された。その後、LINE LIVEで配信を開始。